# Vincenzio Flauto
Vincenzio Flauto (ou Vincenzo Flaùto selon les auteurs) est un impresario italien du XIXe siècle.

## Biographie
Vincenzio Flauto, tel qu'on trouve son nom orthographié notamment dans le Carteggio Verdi-Cammarano (1843-1852) ou dans l' Histoire de l'opéra italien, ou bien Vincenzo Flaùto, pour les biographes de Giuseppe Verdi,, est un impresario, collaborateur d'Edoardo Guillaume à la tête de l'Impresa del Teatro di San Carlo à Naples, successeur de Domenico Barbaja. John Rosselli le présente comme : un « secrétaire, imprimeur, commerçant, homme d'affaires et maintenant impresario » (« clerk, printer, tradesman, busybody ans now impresario ») qui, comme nombre de typographes pour les théâtres, arrivent à la tête de ces mêmes établissements. Son entreprise fournissait le théâtre depuis des générations et le Vincenzio Flauto souvent cité comme imprimeur des livrets du San Carlo au siècle précédent est vraisemblablement son père.
Il est l'impresario avec lequel Verdi a négocié la création d'Alzira à Naples en 1845. Le compositeur, malade et retardant l'échéance, s'était entendu répondre humoristiquement par Flauto : « Votre guérison, vous l’obtiendrez grâce à l’air de Naples et aux conseils que je vous donnerai quand vous serez ici, puisque j’ai été moi-même médecin et ai renoncé aux impostures de cette profession ». Comme le précise Rosselli, Flauto n'a certainement jamais été médecin.